# Le Livre de philosophie et de moralité

Attribué à un certain Alard de Cambrai, Le Livre de philosophie et de moralité est un long poème d'environ 6700 octosyllabes compilés en rubriques de conseils de sagesse destinés à un public chevaleresque.

## L'auteur
Datant l'œuvre du début du XIIIe siècle (entre 1220 et 1260), Jean-Charles Payen identifie un certain nombre d'individus portant le nom d'« Alard » dans la région de Cambrai à l'époque mais reconnait qu'une attribution certaine demeure impossible.
L'auteur s'inspire d'une traduction française en prose de Moralium dogma.

## L'œuvre
L'œuvre est une compilation de 137 rubriques indépendantes (de 10 à 200 vers).
Une première moitié propose des conseils de vie à destination du « prudhomme », la seconde moitié se fait plus théorique.
Chaque rubrique suit un schéma identique à visée pédagogique : elle débute en nommant l'autorité (un auteur de l'Antiquité) sur laquelle repose la sentence puis la sentence même. Celle-ci est ensuite commentée puis illustrée par un exemplum. C'est là que Le Livre de philosophie et de moralité s'écarte de son modèle en développant ces exempli de manière vivante.
L'œuvre propose à travers cette compilation le portrait d'un « prudhomme » en adaptant les vertus antiques à la société féodale.

## Les manuscrits
Cette œuvre est conservée dans neuf manuscrits :
- BN fr. 17177 (A)
- BN fr. 24431 (B)
- BN fr. 12471 (C)
- BN fr. 1444 (D)
- Arsenal 3516 (F)
- Berne 113 (M)
- Arsenal 3142 (N)
- Arras 657 (R)
- Chantilly, Musée Condé 474 (S)